# Gare de Miraumont
La gare de Miraumont est une gare ferroviaire française de la ligne de Paris-Nord à Lille, située entre le village-centre et le hameau la Fontaine de la commune de Miraumont, dans le département de la Somme, en région Hauts-de-France.
C'est une halte de la Société nationale des chemins de fer français (SNCF), desservie par des trains TER.

## Situation ferroviaire
Établie à 92 mètres d'altitude, la gare de Miraumont est située au point kilométrique (PK) 168,459 de la ligne de Paris-Nord à Lille, entre les gares ouvertes d'Albert (s'intercale celle fermée de Beaucourt - Hamel) et d'Achiet.
La gare dispose de deux voies de passage, chacune étant desservie par un quai latéral. Sa vitesse limite de traversée est de 160 km/h.

## Histoire

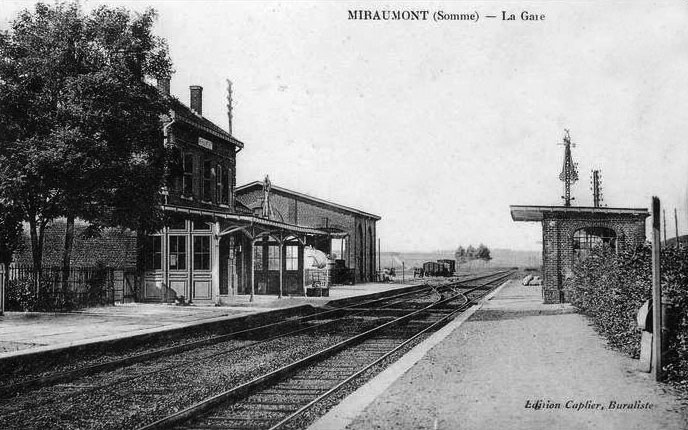
Vue de la gare, vers 1900.

En 1960, la gare dispose de voies de service pour le fret.
Avec la mise en place du cadencement le 11 décembre 2011, le nombre de trains desservant la gare a augmenté de 156 %, notamment avec l'arrêt systématique des TER Amiens – Lille. Toutefois, depuis décembre 2019, la suppression de cette desserte nécessite d'effectuer une correspondance à Arras pour rejoindre Lille (tandis que la gare d'Achiet conserve un arrêt pour atteindre directement la capitale régionale).
Selon les estimations de la SNCF, la fréquentation annuelle de cette gare s'élève à 14 826 voyageurs en 2023 ; ce nombre était de 16 114 en 2022, 16 002 en 2021, 12 158 en 2020, 20 130 en 2019, 19 214 en 2018, 19 506 en 2017, 17 402 en 2016 et 17 180 en 2015.

## Service des voyageurs

### Accueil
Halte de la SNCF, c'est un point d'arrêt non géré (PANG) à accès libre, ne disposant pas d'automate pour l'achat des titres de transport.
L'accès aux quais et le passage de l'un à l'autre s'effectuent par la rue des Sources, qui passe sous le pont-rail au sud-quart-sud-ouest de la gare.

### Desserte
Miraumont est desservie par des trains régionaux omnibus du réseau TER Hauts-de-France, qui effectuent des missions entre les gares d'Amiens et d'Arras (ligne P22).

### Intermodalité
Un parking de 10 places est aménagé aux abords de la halte.

## Patrimoine ferroviaire
Un petit bâtiment voyageurs, du type « Reconstruction », a remplacé le bâtiment d'origine, détruit lors de la Première Guerre mondiale. Il possède une façade en parpaings et en briques, avec de faux colombages décorant le corps de logis. L'aile basse, dévolue à l'accueil des voyageurs, possède cinq travées, tandis que le corps de logis à étage, de même largeur que l'aile, en possède deux. Les arcs bombés, surplombant portes et fenêtres, sont réalisés en briques rouges et blanches.
Le corps de logis de ce bâtiment, revendu à un particulier, était reconverti en habitation. L'aile (inoccupée) devait devenir un centre de télétravail, mais le projet a été abandonné, la SNCF ayant annoncé vouloir raser l'ensemble de l'édifice. À partir du 20 octobre 2021, la démolition de ce bâtiment de 147 m2 est effectivement réalisée. Cependant, en février 2023, le corps de logis est toujours présent sur le site.
Par ailleurs, l'ancienne halle à marchandises, qui était à l'abandon, est détruite à partir du 1er octobre 2020.

Anciens bâtiments, vus en 2013
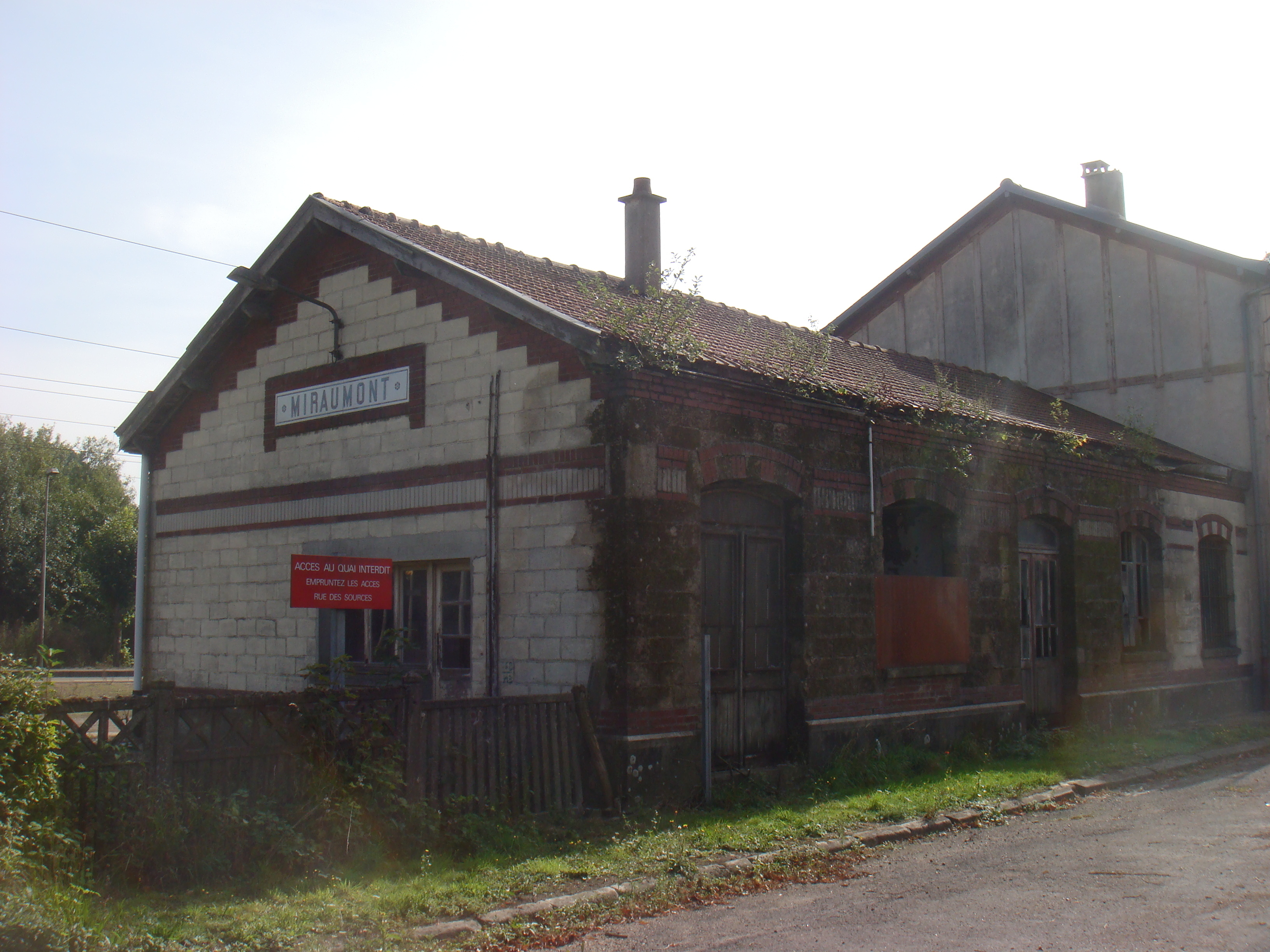
Aile du bâtiment voyageurs.
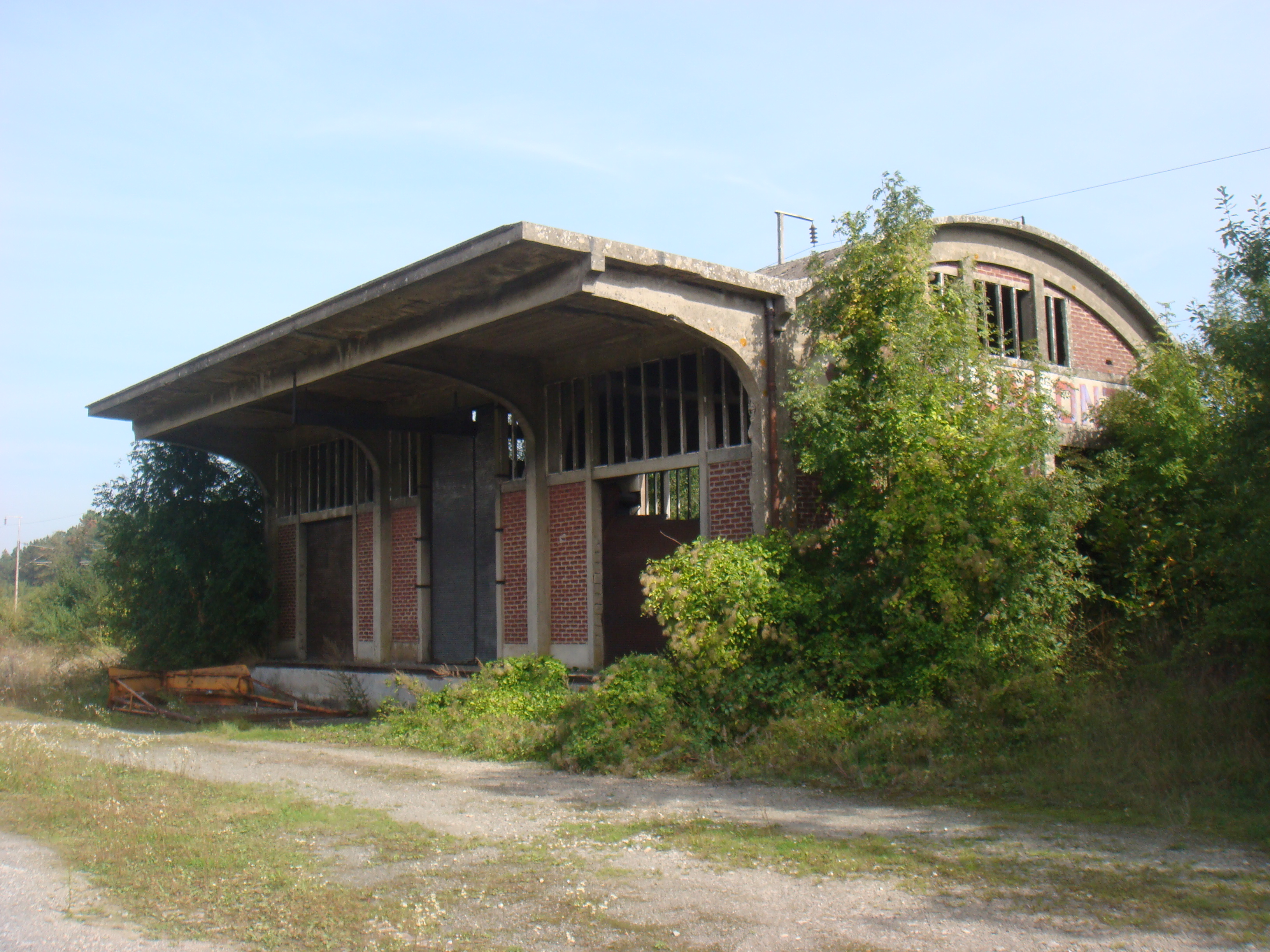
Ancienne halle à marchandises.